# De octopus

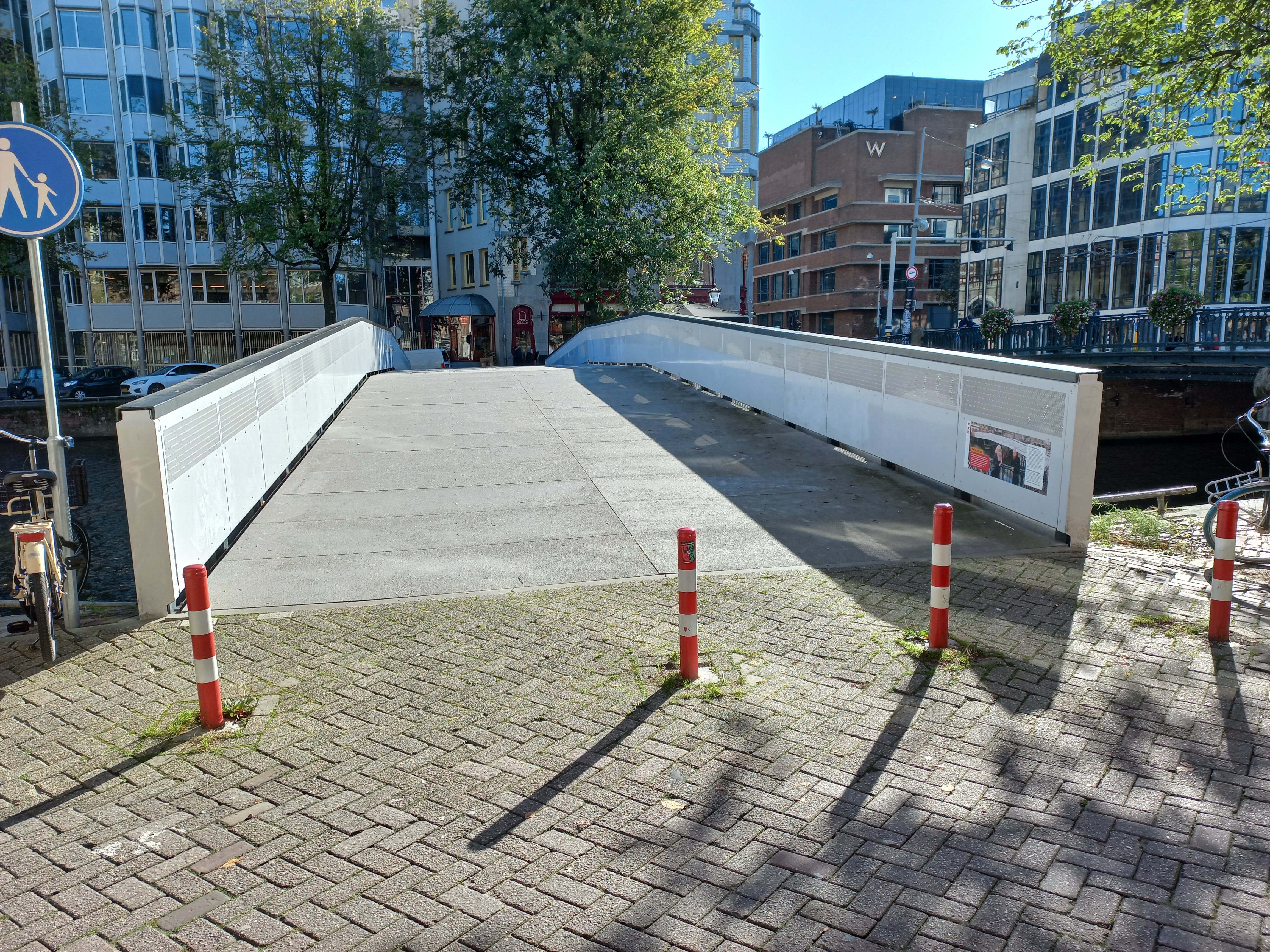
De octopus richting Paleis (oktober 2024)

De octopus is een kunstwerk in de twee betekenissen van het woord te Amsterdam-Centrum. Het is zowel een bouwkundig als een artistiek kunstwerk.
In het kader van de aanpak van verzakte kades en versleten bruggen werden in de jaren twintig alle bruggen gerenoveerd in de Oranje Loper van Amsterdam-Centrum (Station Amsterdam Centraal) naar Amsterdam-West (Sloterplas). De bruggen waren door het toenemende verkeer in aantal en gewicht toe aan nieuwe dekken etc. De meeste bruggen alhier zijn naast een verbindingsmiddel voor verkeer tevens kabel- en leidingdragers. Om alle verbindingen in stand te houden werden voor het gehele traject waar nodig noodbruggen aangelegd. De octopus is zo’n noodbrug.
Gemeente Amsterdam liet de balustraden van die noodbruggen versieren met een vorm van kunst in de openbare ruimte; de bruggen zouden er meerde jaren liggen. Voor deze brug, de noodbrug bij brug 8 in de Raadhuisstraat over het/de Singel, mochten kunstenaars René Gast en Yvonne Kroese aan het werk. Zij lieten zich inspireren door de monsters die als beeldhouwwerk aan Amsterdamse bruggen waren toegevoegd met name in het werk van bruggenarchitect Piet Kramer in Amsterdam-Centrum en Amsterdam-Zuid. De gemeente kent overigens ook twee brugnummers die verwijzen naar ondieren: Bullebak en Bullebakssluis. Gast en Kroese kozen voor de beeltenis van een octopus, die over de volle lengte van de brug in de geperforeerde balustraden te zien is.